# 福音寺站
福音寺站（日语：／ Fukuonji eki */?）是位於日本愛媛縣松山市的鐵路車站，隸屬於伊予鐵道（伊予鐵），車站編號為IY13，與鄰站北久米站都是60年代新設的通勤車站，開業日期只比北久米站遲1年。2010年完成了多項車站改善工程，最重要為將月台上落改成為無障礙斜道，同時在月台上重新以水泥築成新的站務室，代替原來舊式鐵箱型站務室，又在車站外圍加裝了兩個可沖水式男、女洗手間。

## 車站結構
採用簡易車站模式，但並沒有如北久米站般建成了一座小型站舍，而只是運來鐵籠箱改裝成站務室，及後雖興建了小型固定站務室，但在加裝自助售票機時，仍只能放置於月台外，這些問題都隨改善工程而獲得了解決。現時自動售票機已重新安置在站務室旁，而月台入口亦設有可對應IC咭感應器。此外，車站入口採用了新式的站牌，包括印有伊予鐵的標誌和英文站名，都是現時大部份車站仍未有實行的。
設有側式月台1座，列車不能在此交換，有效長度為4輛。由於月台附近多為仍未發展土地，寬度相對比鷹子站為佳。設備上，主要集中在月台出入口旁，設有數張候車座椅及自動售賣機，雖然由車站入口起至月台入口皆設有上蓋，但月台的上蓋長度卻不足1輛車廂長度。列車靠站時，下行往橫河原為右側上落；上行往松山市則為左側上落。

### 月台配置
| 路線      | 方向 | 目的地                        |
| --------- | ---- | ----------------------------- |
| ■横河原線 | 下行 | 横河原方向                    |
| ■横河原線 | 上行 | 松山市、直通■高濱線往高濱方向 |

## 歷史
- 1968年1月1日：開業。
- 2012年2月15日：車站改善工程完成。[2][4]。
- 2025年3月18日：伊予鐵內所有郊外鐵道線均可使用ICOCA及全國交通系IC卡[5][6][7]。

## 相鄰車站
伊予鐵道
■ 橫河原線
伊予立花（IY12）－福音寺（IY13）－北久米（IY14）

## 外部連結
- 伊予鐵道福音寺站公式網頁。 （页面存档备份，存于）